# Divertimento voor dubbel strijkkwartet
Divertimento voor dubbel strijkkwartet is een compositie van de Brit Colin Matthews. Het divertimento dateert van 1982 en is in opdracht van en onder dank aan Peter Pears geschreven. Aan het werk is te horen dat Matthews in het verleden heeft meegewerkt aan het gereedmaken voor uitvoering van de tiende symfonie van Gustav Mahler. Anderen wezen op een zekere gelijkenis met Metamorphosen van Richard Strauss. Het werk is gecomponeerd in drie delen, Aria capricciosa, Intermezzo en Aria conclusa. De klank heeft een romantische achtergrond met lange lijnen, maar klinkt gespannen en ongemakkelijk en vliegt af en toe uit de bocht met dissonanten.
Het werk ging in première op het festival van Aldeburgh in juni 1982 door het Divertimento Ensemble, dat ook de opname verzorgde die eerst op elpee (1985) verscheen en later direct van de elpee op de compact disc (2008) werd gezet (de mastertapes zijn zoek). In het ensemble zat collegacomponist(e) Sally Beamish altviool te spelen; op viool Rachel Isserlis, zuster van cellist Steven Isserlis.

## Bron en discografie
- Uitgave NMC Recordings 149